# Västkustros
Västkustros (Rosa inodora) är en rosväxtart som beskrevs av Elias Fries. 
Västkustros ingår i släktet rosor och familjen rosväxter. Inga underarter finns listade i Catalogue of Life.